# Fernando Rojas
Pour les articles homonymes, voir Rojas.
Fernando Rojas, né le 2 août 1921 à Orizaba et mort le 26 décembre 2016, est un joueur mexicain de basket-ball. Il est le frère de José Rojas.

## Biographie
Avec l'équipe du Mexique, il est 4e des Jeux olympiques d'été de 1948 et 9e des Jeux olympiques d'été de 1952.

## Palmarès
- Médaille d'or aux Jeux d'Amérique centrale et des Caraïbes de 1946
- Médaille d'or aux Jeux d'Amérique centrale et des Caraïbes de 1950